# Ibi (noble egipcio)
| i | b | i | A1 |

| i | b | i | A1 |

Tapa de sarcófago de Ibi, TT36, Museo Egipcio de Turín.

Ibi (a veces transliterado como Aba o Abe) fue un noble del Antiguo Egipto que tuvo responsabilidades como Primer administrador de la Esposa del dios y Divina Adoratriz de Amón, Nitocris I, durante el reinado del faraón Samético I de la dinastía XXVI. Le sucedió en este puesto Pabasa.
Fue enterrado en una gran tumba, la TT36, localizada en el distrito de El-Assasif de la Necrópolis tebana, frente a Luxor, en Egipto. La tapa de su sarcófago se exhibe en el Museo Egipcio de Turín.